# Eugen von Puttkamer

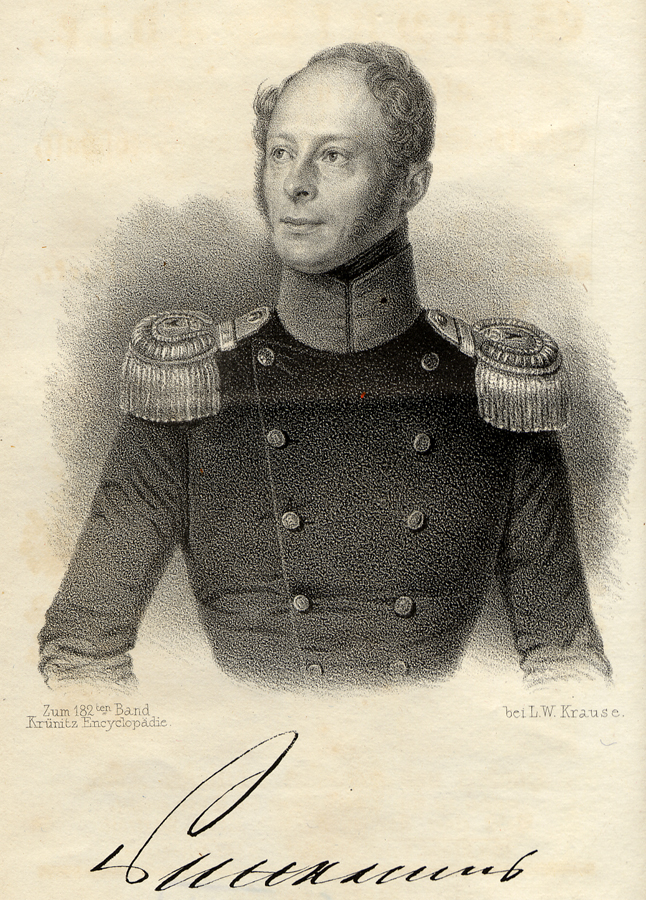
Eugen von Puttkamer, 1843.

Eugen von Puttkamer, född 12 oktober 1800 i Zemlin i Hinterpommern, död 17 april 1874 i Lübben (Spreewald), var en tysk jurist och politiker. 

## Biografi

### Bakgrund
Eugen von Puttkamer tillhörde den pommerska uradelssläkten Puttkamer och var son till lantrådet i Flemmingscher Kreis, Lorenz Friedrich von Puttkamer (1741–1814) i andra äktenskapet med Eleonore Moldenhauer (1764–1838). Hans äldre bror Albert von Puttkamer (1797–1861) var lantråd i Czarnikau och Samter samt ledamot av Preussens deputeradekammare från 1859 till 1861.

### Karriär
Efter gymnasiestudier i Berlin och juridikstudier vid universiteten i Berlin och Heidelberg gjorde han ett års frivillig militärtjänst. År 1822 blev han referendarie vid Berlins Kammergericht. År 1825 utnämndes han till assessor och tjänstgjorde vid Oberlandesgericht i Frankfurt an der Oder. År 1830 blev han tjänsteman på finansministeriet, år 1831 Oberlandesgerichtsrat i Marienwerder och därefter i Stettin. År 1836 växlade han från den juridiska till den politiska förvaltningsbanan och utnämndes till lantråd i Kreis Randow med säte i Stettin. Därefter blev han landskapsråd i Vorpommerns departement och medkurator i Ritterschaftliche Bank für Pommern. 
År 1839 utnämndes han till polispresident i Berlin, en post som han innehade fram till 1847. I samband med att han lämnade ämbetet 27 april 1847 utnämndes han till hedersmedborgare i Berlin, en utnämning som ledde till offentliga protester från de mer liberalt sinnade i Berlins borgerskap, som i von Puttkamer såg en typisk representant för aristokratins politiska dominans i Preussen. Det var första gången som protester offentligt uttryckts i samband med utdelning av hedersmedborgarskap.
Efter polisämbetstiden var han från 1847 till 1848 regeringspresident i Regierungsbezirk Frankfurt. I april 1848 utnämndes han till geheime överregeringsråd och understatssekreterare på det preussiska inrikesministeriet, under en kortare period i slutet på 1848 även ansvarig för hela ministeriets förvaltning.  Åren 1851 till 1852 var han ledamot av Preussens deputeradekammare och från 1851 överpresident och samtidigt regeringspresident för provinsen Posen respektive Regierungsbezirk Posen. Han gick i pension 1861.
Han avled 1874 i Lübben och begravdes enligt Lübbens kyrkböcker i Glowitz nära Stolp i Pommern.

## Äktenskap och barn
Eugen von Puttkamer var gift med Emilie von Zitzewitz (1803–1852). I äktenskapet föddes fem barn:
- Richard von Puttkamer (1826–1898), preussiskt lantråd
- Robert von Puttkamer (1828–1900), konservativ politiker, Preussens inrikesminister, ledamot av Preussens herrehus
- Bernhard von Puttkamer (1838–1906), preussisk politiker, ledamot av Preussens deputeradekammare
- Jesco von Puttkamer (1841–1918), regeringspresident och ledamot av Tysklands riksdag.
- Elisabeth von Puttkamer (född 1841), g.m. Bernhard von Puttkamer (1825–1904), preussisk arméofficer

Efter sin första hustrus död gifte han om sig 8 april 1856 på godset Samter med sin brorsdotter, Emilie Johann von Puttkamer (1824–1912), dotter till hans bror Albert von Puttkamer.

## Minnesmärken
I stadsdelen Kreuzberg i Berlin är Puttkamerstrasse, en förbindelsegata mellan Wilhelmstrasse och Friedrichstrasse i närheten av Kochstrasses tunnelbanestation, uppkallad efter Eugen von Puttkamer.